# Южно-Уральский военный округ
Южно-Уральский военный округ (ЮжУрВО, Южно-Уральский ВО) — формирование (военный округ) РККА и СА, существовал в СССР с 1 декабря 1941 года по 15 января 1958 года.
Неофициальный гимн (марш) округа — песня на слова А. И. Фатьянова и музыку В. Соловьёва-Седого «Южноуральская» (Южно-уральская) (1943).

## История
В начале Великой Отечественной войны, в связи с потерей части территории государства, на которых размещались военные округа Красной Армии, произошло их сокращение, в результате которого возникла необходимость создания новых военных округов в тылу Красной Армии. В соответствии с приказом Сталина, в целях подготовки военно-обученных резервов, для действующей армии и флота были сформированы новые военные округа, в том числе и ЮУрВО.

Приказ о территориальном составе военных округов Европейской части СССР № 0444, 26 ноября 1941 г.
1. С 1 декабря 1941 г. территориальный состав округов Европейской части Союза ССР иметь в следующем составе:
…
Южно-Уральский военный округ: Башкирская АССР, Чкаловская, Западно-Казахстанская, Актюбинская и Гурьевская области. Штаб округа — Чкалов.
…
2. Назначаются:
…
Командующим войсками Южно-Уральского военного округа — генерал-лейтенант Курдюмов, Владимир Николаевич.
…
3. На формирование управлений новых военных округов обратить в полном составе: управление Орловского военного округа — на управление Южно-Уральского военного округа и … .
4. Командующим войсками военных округов передачу войсковых частей, учреждений и заведений, переходящих территориально в состав других военных округов, закончить к 5 декабря 1941 г. …
Народный комиссар обороны СССР И. СТАЛИН— ЦАМО, ф. 4, оп. 11, д. 66, л. 253—255. Подлинник.
К лету 1942 года в Южно-Уральском военном округе, из эвакуированных академий, училищ и курсов, мобилизационных резервов СССР была создана система по военному обучению призывного контингента, в военных училищах и запасных воинских частях. До 1943 года продолжался количественный и качественный рост военных учебных заведений, запасных частей и соединений округа, численность которых достигла 84 единиц. С 1943 года эвакуированные учебные заведения стали возвращать к местам прежней дислокации, часть из них была переведена в другие военные округа, в том числе на освобождённую от оккупации территорию СССР, а некоторые были расформированы. В результате этого, к началу 1945 года количество военных учебных заведений, запасных частей и соединений округа составило 23 единицы.
В период Великой Отечественной войны на территории ЮУрВО были сформированы и отправлены на фронты ВОв стрелковые и кавалерийские дивизии, стрелковые, истребительные, моторизованные бригады, артиллерийские, миномётные полки, дивизионы бронепоездов, разведывательные артиллерийские дивизионы, пулемётно-артиллерийские батальоны, батальоны связи и другие соединения и части. На территории ЮУрВО, в период с 1941 года по 1945 год были сформированы 339 различных соединений и воинских частей, в том числе 84 соединения и 44 части специальных войск, 114 артиллерийских частей, 45 частей связи и 19 авиационных полков.
Всего с территории, на которой дислоцировался ЮжУрВО, с 1941 года направлено в действующую Красную Армию:
- 43 кавалерийских и стрелковых соединения;
- 2 отдельные истребительные бригады;
- 23 авиационных полка (ап);
- 51 миномётный и артиллерийский полк и отдельный миномётный и артиллерийский дивизион;
- 4 отдельных дивизиона броневых поездов;
- 12 отдельных пулемётно-артиллерийских батальонов;
- 12 отдельных автомобильных батальона;
- 5 отдельных дорожно-строительных батальона;
- 4 отдельных гужетранспортных батальона;
- 2 отдельных мостостроительных батальона;
- 2 отдельных батальона воздушного наблюдения, оповещения и связи;
- 1 полк связи;
- 11 отдельных батальонов связи;
- 9 отдельных телеграфно-строительных рот;
- 8 отдельных кабельно-шестовых рот;
- 5 отдельных телеграфно-эксплуатационных рот;
- другие части.

На Тоцком учебно-артиллерийском полигоне Южно-Уральского военного округа во время проведения корпусного учения, в 09 часов 34 минуты (по московскому времени), 14 сентября 1954 года, применили атомную бомбу, мощностью 40 килотонн, с самолёт-носителя Ту-4, сбросив её с высоты 8000 метров. Взрыв ядерного заряда произошёл на высоте 350 м. Через 5 минут после этого началась артиллерийская подготовка, а затем — удары бомбардировочной авиации. В ходе учении, с применением ядерного оружия, были задействованы: около 45 000 человек личного состава, 600 танков и самоходных артиллерийских установок (САУ), 500 орудий и миномётов, 600 бронетранспортеров, 320 самолётов, около 6000 тягачей и автомобилей.
При расформировании округа в 1958 году его территория была передана Приволжскому и Туркестанскому военным округам.

## Состав
В разное время в состав Южно-Уральского военного округа входили:
- Управление
  - управления (отделы, отделения)
  - штаб ВО
  - Военный трибунал ВО
- Академия Генерального штаба
- Военно-политическая академия имени В. И. Ленина
- Военно-воздушная академия
- Уфимское пехотное училище
- Чкаловское пехотное училище
- Краснохолмское пехотное училище
- Южно-Уральское пулемётное училище
- 2-е Астраханское пехотное училище
- Гурьевское военно-пехотное училище
- Чкаловское кавалерийское училище (расформировано к 30 июля 1942 г.)
- 2-е Ленинградское артиллерийское училище
- Марьинское артиллерийское училище
- Камышинское танковое училище
- Ленинградское училище воздушного наблюдения, оповещения и связи
- Ленинградское училище связи
- Военно-политическое училище округа
- Севастопольское зенитно-артиллерийское училище
- Первое Чкаловское военное авиационное училище лётчиков им. К. Е. Ворошилова
- Второе Чкаловское военное авиационное училище штурманов
- 10-я военно-авиационная школа первоначального обучения
- Курсы усовершенствования командного состава противовоздушной обороны
- Курсы усовершенствования зенитной артиллерии РККА
- Южно-уральские курсы усовершенствования офицеров пехоты
- 29-й учебный стрелковый полк
- 70-й отдельный автомобильный транспортный батальон
- 112-я кавалерийская дивизия (с 6 марта 1942 г.)
- 113-я кавалерийская дивизия (с 6 марта 1942 г.)
- 34, 316, 322, 328, 330 отдельные артиллерийские дивизионы особой мощности (на 1 января 1944 г.)[5]
- 653-й смешанный авиационный полк
- управление 70-й армии
- 175-я стрелковая дивизия

На территории ЮжУрВО для действий ВВС округа по предназначению, в 1943 г., приказом Народного комиссара обороны СССР № 0047, от 22 февраля 1943 г., было установлено 8 аэродромов[страница не указана 673 дня].

## Командование

### Командующиевойскамивоенного округа
- В. Н. Курдюмов, генерал-лейтенант (26 ноября 1941 — январь 1942)[1]
- Ф. Н. Ремезов, генерал-лейтенант (январь — апрель 1942)
- М. Т. Попов, генерал-майор (апрель 1942 — август 1943)
- Н. И. Дементьев, генерал-майор (август — сентябрь 1943)
- М. А. Рейтер, генерал-полковник (сентябрь 1943 — 15 июня 1945)
- Г. Ф. Захаров, генерал армии (июль 1945 — апрель 1946)
- С. К. Тимошенко,   маршал Советского Союза (апрель 1946 — март 1949)
- П. А. Белов,  генерал-полковник (март 1949 — май 1955)
- Я. Г. Крейзер,  генерал-полковник (май 1955 — январь 1958)

### Начальники штаба
- П. Е. Глинский, генерал-майор (ноябрь 1941 — март 1942)
- А. С. Татаринов, полковник (март — июнь 1943, врио)
- Н. В. Городецкий, генерал-майор (июнь 1942 — май 1944)
- В. Ф. Богданович, генерал-майор (май 1944 — май 1949, с перерывом)
- Д. Л. Казаринов, генерал-майор (март — апрель 1949, врио)
- М. В. Ивашечкин, генерал-лейтенант (май 1949 — май 1951)
- В. А. Белявский, генерал-лейтенант (март 1951 — июль 1953)
- П. Ф. Малышев, генерал-лейтенант (июль 1953 — сентябрь 1954)
- А. В. Владимирский, генерал-майор (сентябрь 1954 — январь 1955)
- И. А. Ласкин, генерал-лейтенант (январь 1955 — январь 1958)

### Члены Военного Совета
- Ф. Г. Чекаловский, бригадный комиссар, с декабря 1942 полковник, с июля 1944 генерал-майор (ноябрь 1941 — июль 1945)
- Д. А. Карпенков, генерал-майор (июль — декабрь 1945)
- Н. Е. Субботин, генерал-лейтенант (декабрь 1945 — апрель 1948)
- П. А. Усов, генерал-майор (апрель 1948 — апрель 1949)
- А. Г. Зубов, генерал-майор (апрель — август 1949, врио)
- Ф. Б. Чубунов, генерал-майор (август 1949 — июль 1950)
- В. П. Гаршин, генерал-майор (июль 1950 — ноябрь 1953)
- В. Н. Емельянов, генерал-лейтенант (ноябрь 1953 — сентябрь 1957)
- А. А. Паншин, генерал-майор (сентябрь 1957 — январь 1958)

### Начальники Политуправления округа
- Протасов, полковой комиссар (1941—1942)
- А. Н. Мельников, генерал-майор (1946—1953)[7]
- И. А. Власенко,  генерал-майор (октябрь 1953 — октябрь 1957)

### Командующие БТ и МВ
- Генерал-майор танковых войск Юдин, Павел Алексеевич (25 июля 1946 — 24.06.1947)[источник не указан 673 дня]